# Каюмов, Лаким Каюмович
Лаким Каюмович Каюмов (1933, с. Румон, Ходжентский район, Таджикская ССР, СССР — 1998) — советский таджикский партийный и государственный деятель, министр иностранных дел Таджикской ССР (1989—1992).

## Биография
В 1955 году окончил Ленинабадский педагогический институт, в 1966 г. — Высшую партийную школу при ЦК КПСС, в 1970 г. — Высшую дипломатическую школу МИД СССР.
- 1952—1961 гг. — преподаватель школы, заведующий отделом городского комитета комсомола, инструктор, руководитель лекторской группы, заместитель заведующего отделом, секретарь, первый секретарь Ленинабадского областного комитета ЛКСМ Таджикистана,
- 1961—1970 гг. — инструктор Ленинабадского областного комитета Компартии Таджикистана, в аппарате ЦК Компартии Таджикистана, слушатель Высшей дипломатической школы МИД СССР,
- 1970—1984 гг. — на дипломатической работе,
- 1984—1989 гг. — заведующий отделом зарубежных связей ЦК КП Таджикистана,
- 1989—1992 гг. — министр иностранных дел Таджикской ССР (Республики Таджикистан),
- январь-май 1992 г. — министр внешних сношений Республики Таджикистан,
- 1992—1994 гг. — постоянный представитель Республики Таджикистан при ООН.

Депутат Верховного Совета Таджикской ССР 11-го созыва.

## Награды и звания
Награждён медалями и Почетной грамотой Верховного Совета Таджикистана.
Дипломатический ранг — чрезвычайный и полномочный посол (27.08.1992).